# アバンドン・オール・シップス
アバンドン・オール・シップス (Abandon All Ships)とは、トロントにて結成されたポスト・ハードコアバンドである。
2006年結成。ノーマ・ジーン等のカバーバンドを経て、2010年初頭にカナダのインディーズレーベル「アンダーグランド・オペレーションズ」と契約（アメリカ合衆国内では「ライズ・レコード」からの配給となっている）。そして、2010年10月5日にデビューアルバム『Geeving』をリリースし、カナダのオフィシャルアルバムチャートにて最高27位を記録した。2014年9月に解散したが、2016年に解散時のメンバーに、過去に同バンドに在籍していたパイアーノ兄弟(アンドリューとダニエル)を加えたラインナップで再結成した。

## メンバー

### 最終ラインナップ
- マーティン・ブローダ / Martin Broda - クリーンヴォーカル(2006-2014, 2016)、ベース(2009-2014, 2016)、ドラム(2006-2009)
- アンジェロ・アイタ / Angelo Aita - アンクリーンヴォーカル(2006-2014, 2016)
- セバスチャン・キャシーシ・ニューネズ / Sebastian Cassisi-Nunez - キーボード、シンセサイザー(2006-2014, 2016)
- ダニエル・シコッテッリ / Daniel Ciccotelli - リードギター(2011-2014, 2016)
- アンドリュー・パイアーノ / Andrew Paiano -  リズムギター(2008-2011, 2016)
- ダニエル・パイアーノ / Daniel Paiano - ドラム(2009-2011, 2016)

### 元メンバー
- デイヴィッド・スティーブンス / David Stephens - リードギター(2006-2009)
- フランチェスコ・パロッタ / Francesco Pallotta - ベース(2006-2009)
- ニック・フィオリーニ / Nick Fiorini - リズムギター(2007-2008)
- クリス・テイラー / Chris Taylor - ドラム(2011-2013)
- カイラー・ブラウン / Kyler Browne - リードギター(2009-2011, 2013-2014)
- メルヴィン・マレー / Melvin Murray - ドラム(2013-2014)

タイムライン

## ディスコグラフィー

### アルバム
| 発売日        | アルバムのタイトル | 販売レーベル      | カナダアルバムチャート | Billboard 200 |
| 2010年10月5日 | Geeving            | Universal Records | 27位                   |               |
| 2012年7月3日  | Infamous           | Universal Records | 54位                   | 142位         |